# Проблемы музыкальной науки
«Пробле́мы музыка́льной нау́ки / Music Scholarship» — научный музыкальный журнал, соучредителями которого являются российские консерватории и вузы искусств.
Журнал внесён в перечень научных изданий, рецензируемых ВАК РФ по научной специальности 17.00.02 — «Музыкальное искусство». Журнал индексируется в международных базах цитирования Scopus (охват контента с 2016 года по август 2021) (Квартиль SJR: 2018 – Q1, 2019 – Q1, 2020 – Q2), входит в ядро Web of Science Core Collection (ESCI), коллекцию Music Index / EBSCO, в Международный каталог музыкальной литературы Répertoire International de Littérature Musicale (RILM), Директорию журналов открытого доступа (DOAJ), систему European Reference Index for the Humanities (ERIH PLUS). 
Издаётся c 2007 года на нескольких европейских языках: распространяется в университетах и музыкальных вузах многих стран мира.
Архивные комплекты журнала содержатся в Российской научной электронной библиотеке и включены в Российский индекс научного цитирования (РИНЦ).
Права публикуемых авторов защищены составлением лицензионных договоров с Издателем. 
Главный редактор журнала — доктор искусствоведения, ректор РАМ им. Гнесиных, профессор кафедры хорового дирижирования Александр Сергеевич Рыжинский. 

## Общие сведения
Научный журнал «Проблемы музыкальной науки / Music Scholarship» является Российским академическим изданием, предназначенным для публикации статей соискателей научных степеней и ведущих специалистов в области теоретического и исторического музыкознания, этномузыкологии, музыкальной педагогики.
Журнал призван отражать объективную целостную картину развития отечественного музыкознания с учётом его академических, фундаментальных и прикладных приоритетов, а также региональных и национальных особенностей развития музыкального искусства.
Сетевое издание «Проблемы музыкальной науки/ Music Scholarship» зарегистрировано в Федеральной службе по надзору в сфере массовых коммуникаций, связи и охраны культурного наследия. Свидетельство о регистрации ЭЛ № ФС 77-78770 от 30.07.2020.

## История создания
Решение о создании журнала «Проблемы музыкальной науки» возникло в октябре 2007 года на Международной научно-практической конференции по проблемам музыкальной семантики, которая состоялась в Астраханской консерватории в ноябре 2006 года. 12 российских вузов подтвердили желание стать соучредителями журнала. Среди них: Астраханская государственная консерватория (академия), Воронежская государственная академия искусств, Новосибирская государственная консерватория (академия) имени М. И. Глинки, Нижегородская государственная консерватория (академия) имени М. И. Глинки, Казанская государственная консерватория (академия) имени Н. Жиганова, Магнитогорская государственная консерватория (академия) имени М. И. Глинки, Ростовская государственная консерватория (академия) имени С. В. Рахманинова, Саратовская государственная консерватория имени Л. В. Собинова, Северо-Кавказский государственный институт искусств, Тамбовский музыкально-педагогический институт имени С. В. Рахманинова, Уральская государственная консерватория имени М. П. Мусоргского, Уфимская государственная академия искусств им. Загира Исмагилова. В 2008 году к содружеству вузов присоединилась Петрозаводская государственная консерватория имени А. К. Глазунова.

Инициативу по организации журнала, созданию редколлегии и редакции взяла на себя Уфимская государственная академия искусств им. Загира Исмагилова (УГАИ), имеющая редакционный отдел, собственную издательскую базу, кафедру по специальности «Книжный дизайн». 

Главным редактором журнала была избрана доктор искусствоведения, профессор УГАИ Шаймухаметова Людмила Николаевна, создавшая музыкально-семиотическую научную школу, единственную в России Лабораторию музыкальной семантики и имеющая большой опыт редакционно-издательской работы.

Председателем Совета соучредителей стал доктор филологических наук, профессор, член-корр. АН РБ Галяутдинов Ишмухамет Гильмутдинович — ректор УГАИ им. Загира Исмагилова с 2001 по 2010 г.

## Научная специфика журнала
«Проблемы музыкальной науки» является общероссийским научным изданием в области теоретического и исторического музыкознания, этномузыкологии и музыкальной педагогики, в котором главная фигура — не журналист, публицист, критик и лектор, а учёный, профессионально работающий в области искусствоведения.
Журнал ставит целью сформировать объективную научную картину в общероссийском пространстве, включая различные научные школы в регионах и национальных республиках, в том числе географически далеко удалённых от центра.
Журнал активно сотрудничает с зарубежными партнерами в различных областях научного знания, его авторами и читателями являются ученые из стран ближнего и дальнего зарубежья: Белоруссии, Украины, Таджикистана, Японии, США, Южной Кореи, Аргентины, Германии, Франции, Голландии и др.
Журнал содержит обзоры деятельности диссертационных советов, современной музыкальной жизни, рассказывает о конференциях, семинарах, симпозиумах.
Прикладная наука развернута в разделе «Инноватика в музыкальном образовании».

## Редакционная коллегия журнала
- Главный редактор — Рыжинский Александр Сергеевич — доктор искусствоведения, ректор Российской академии музыки имени Гнесиных, профессор кафедры хорового дирижирования

- Заместитель главного редактора — Науменко Татьяна Ивановна — доктор искусствоведения, профессор, проректор по научной работе Российской академии музыки имени Гнесиных, заведующая кафедрой теории музыки
- Выпускающий редактор — Карпова Елена Константиновна — кандидат искусствоведения, Российская академия музыки имени Гнесиных
- Редактор и переводчик — Ровнер Антон Аркадьевич — кандидат искусствоведения, Российская академия музыки имени Гнесиных
- Редакторы — Баязитова Галия Раилевна, кандидат искусствоведения, Российская академия музыки имени Гнесиных; Мингажев Артур Аскарович — Российская академия музыки имени Гнесиных
- Ответственный секретарь — Горбунова Мария Владимировна, Российская академия музыки имени Гнесиных

Члены редакционной коллегии
- Алексеева Галина Васильевна — доктор искусствоведения, профессор, заведующая кафедрой искусствоведения Дальневосточного федерального университета, заведующая филиалом Государственного института искусствознания (Москва)
- Ашхотов Беслан Галимович — доктор искусствоведения, профессор, проректор по учебной работе Северо-Кавказского государственного института искусств, заслуженный работник культуры Кабардино-Балкарской Республики
- Варламов Дмитрий Иванович — доктор педагогических наук, доктор искусствоведения, профессор, заведующий кафедрой истории и теории исполнительского искусства и музыкальной педагогики Саратовской государственной консерватории имени Л. В. Собинова
- Волкова Полина Станиславовна — доктор искусствоведения, доктор философских наук, профессор Санкт-Петербургского государственного педагогического университета имени А. И. Герцена
- Горбунова Ирина Борисовна — доктор педагогических наук, профессор, главный научный сотрудник учебно-методической лаборатории "Музыкально-компьютерные технологии", профессор кафедры информатизации образования Российского государственного педагогического университета им. А. И. Герцена
- Демченко Александр Иванович — академик, действительный член РАЕ, действительный член Европейской академии естествознания, доктор искусствоведения, профессор, Заслуженный деятель искусств РФ
- Казанцева Людмила Павловна — академик, действительный член Международной академии информатизации, действительный член РАЕ, доктор искусствоведения, профессор Астраханской государственной консерватории (академии)
- Каминская Елена Альбертовна — доктор культурологии, кандидат педагогических наук, проректор по учебно-методической работе, профессор кафедры режиссуры театрализованных представлений и праздников
- Консон Григорий Рафаэльевич — доктор искусствоведения, доктор культурологии, профессор Департамента культурологии МФТИ, старший методист кафедры инновационной педагогики Физтех-школы физики и исследований им. Ландау МФТИ
- Крутоус Виктор Петрович — доктор философских наук, профессор Московского государственного университета имени М. В. Ломоносова
- Крылова Александра Владимировна — доктор культурологии, кандидат искусствоведения, профессор, проректор по научной работы Ростовской государственной консерватории им. С. В. Рахманинова
- Малинковская Августа Викторовна — доктор педагогических наук, кандидат искусствоведения, профессор Российской академии музыки имени Гнесиных
- Нилова Вера Ивановна — доктор искусствоведения, профессор кафедры истории музыки Петрозаводской государственной консерватории им. А. К. Глазунова, Заслуженный работник культуры РФ, Заслуженный деятель искусств Республика Карелия
- Сиднева Татьяна Борисовна — доктор культурологии, профессор, проректор по научной работе, заведующая кафедрой философии и эстетики Нижегородской государственной консерватории
- Сусидко Ирина Петровна — доктор искусствоведения, профессор Российской академии музыки имени Гнесиных
- Тараева Галина Рубеновна — доктор искусствоведения, профессор, зав. кафедрой инновационной педагогики Ростовской государственной консерватории имени С. В. Рахманинова
- Холопова Валентина Николаевна — академик, действительный член РАЕ, доктор искусствоведения, профессор, Заслуженный деятель искусств РФ, зав. кафедрой междисциплинарных специализаций музыковедов Московской государственной консерватории им. П. И. Чайковского
- Царёва Надежда Александровна — доктор философских наук, профессор Тихоокеанского высшего военно-морского училища имени С. О. Макарова

## Издание и распространение
Журнал «Проблемы музыкальной науки / Music Scholarship» издаётся на средства соучредителей — российских консерваторий и вузов искусства.
Читатели и авторы могут ознакомиться с электронной версией выпусков бесплатно на сайте http://journalpmn.ru в разделе «Архивы». PDF-версии статей распространяются в свободном доступе по лицензии Creative Commons (CC-BY-NC-ND).
Располагается в свободном доступе в Российской электронной научной библиотеке по адресу: www.e-library.ru
Журнал рассылается по библиотекам России, а также ведущих консерваторий, вузов искусства и университетов мира.
Статьи российских авторов публикуются в переводе на английский язык, иностранных авторов — на языках оригинала (английском, немецком, французском).
Издание зарегистрировано как «Problemy muzykal'noj nauki / Music Scholarship» в международных базах научного цитирования и реферативных данных: Web of Science Core Collection (ESCI); EBSCO – Music IndexTM; ULRICH'S PERIODICALS DIRECTORY; Международном каталоге музыкальной литературы RILM (Répertoire International de Littérature Musicale); системе ERIH PLUS (European Reference Index for the Humanities).